# 广东紫薇
广东紫薇（学名：Lagerstroemia fordii），为千屈菜科紫薇属下的一个种。

## 扩展阅读
維基物種上的相關：广东紫薇